# Pittosporum tenuifolium
Pittosporum tenuifolium är en tvåhjärtbladig växtart som beskrevs av Joseph Gaertner. Pittosporum tenuifolium ingår i släktet Pittosporum och familjen Pittosporaceae. Inga underarter finns listade.

## Bildgalleri

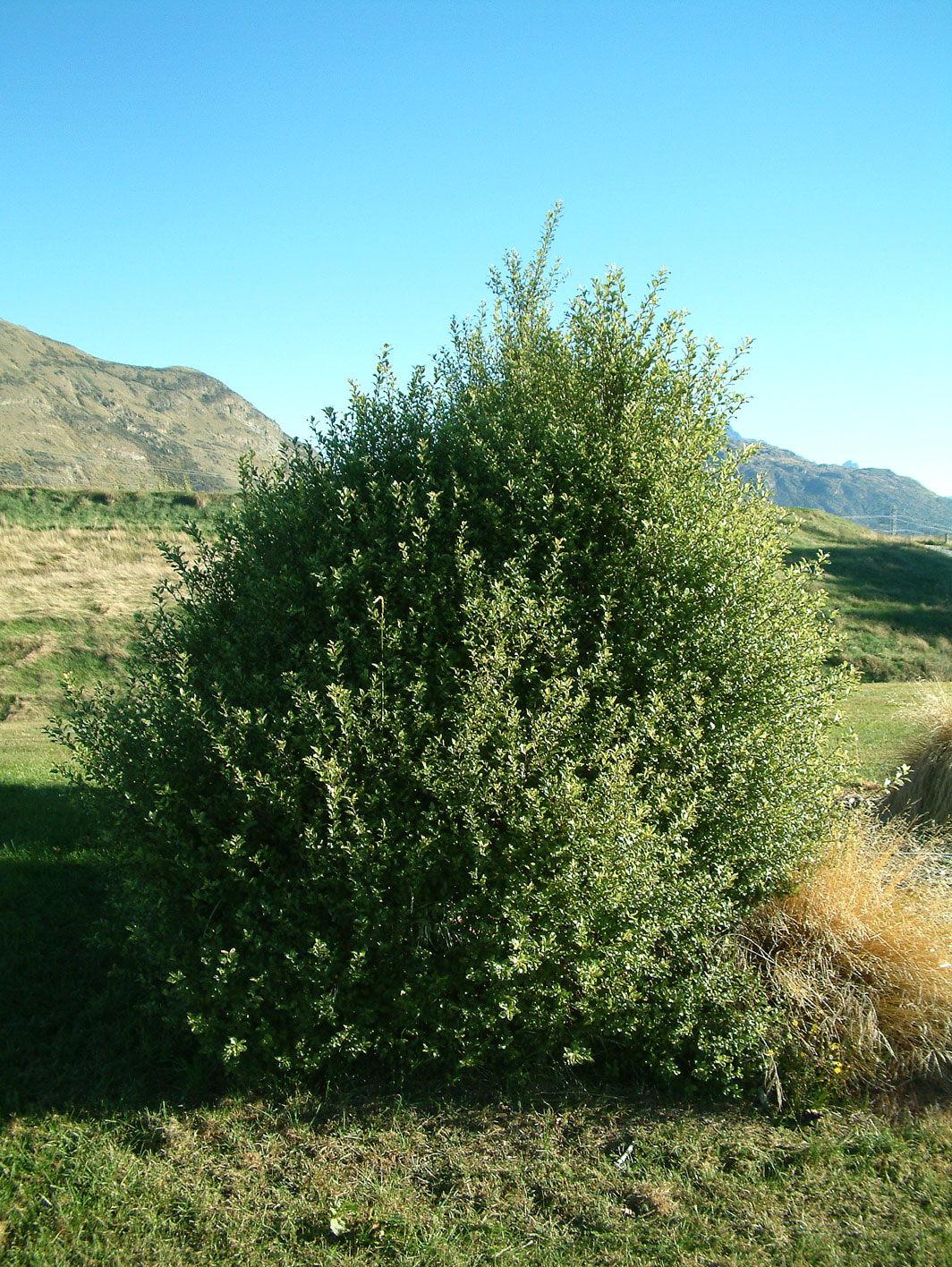